# Assedio di Alicarnasso
L'assedio di Alicarnasso fu una battaglia combattuta tra Alessandro Magno e l'impero persiano achemenide nel 334 a.C.

## Svolgimento dell'assedio
Non avendo Alessandro una flotta, egli era costantemente minacciato dalla flotta persiana, che al contrario era assai ben fornita, e che tentò costantemente di ingaggiare Alessandro, seppur senza successo. Eventualmente, la flotta persiana approdò ad Alicarnasso per stabilire una nuova difesa. Ada di Caria, ex-regina di Alicarnasso, era stata scacciata dal trono dal fratello minore Pissodaro; alla morte di quest'ultimo, subentrò il satrapo Orontobate, sotto Dario III, re della Persia, includendo così Alicarnasso sotto la sua giurisdizione. All'arrivo di Alessandro nel 334 a.C., Ada, che era in possesso della fortezza di Alinda, gli concedette la fortezza stessa.
Orontobate, insieme a Memnone di Rodi, si trincerò ad Alicarnasso, dove Alessandro aveva intanto mandato delle spie per trovare dei dissidenti dentro la città che ne aprissero le porte permettendogli di entrare. All'arrivo delle spie, però, non si trovava alcun dissidente. Ne risultò una piccola battaglia, dove l'esercito di Alessandro riuscì a infrangere le porte della città; fu però costretto a ritirarsi per sfuggire al fuoco delle catapulte piazzate da Memnone, il quale schierò poi la sua fanteria. Alessandro rispose con la sua, che riuscì di nuovo a superare le porte della città, sorprendendo le forze persiane. Memnone, capendo che la battaglia era perduta, e con essa la città, la mandò a fuoco, e si ritirò con il suo esercito. I forti venti fecero sì che le fiamme distruggessero gran parte della città.
Alessandro nominò Ada satrapa di Caria, e lei, in cambio, adottò formalmente il macedone come figlio, assicurandogli il dominio incondizionato della Caria una volta passata a miglior vita. Durante la reggenza del marito come satrapo, Ada era ben amata dal popolo di Caria. Mettendola sul trono, Alessandro, a cui Ada era assai favorevole, assicurò che il governo di Caria, e quindi della sua gente, gli restasse fedele.

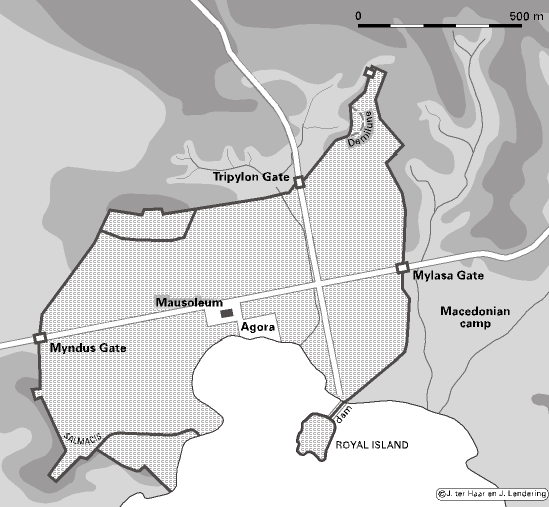
Mappa di Alicarnasso durante l'assedio.
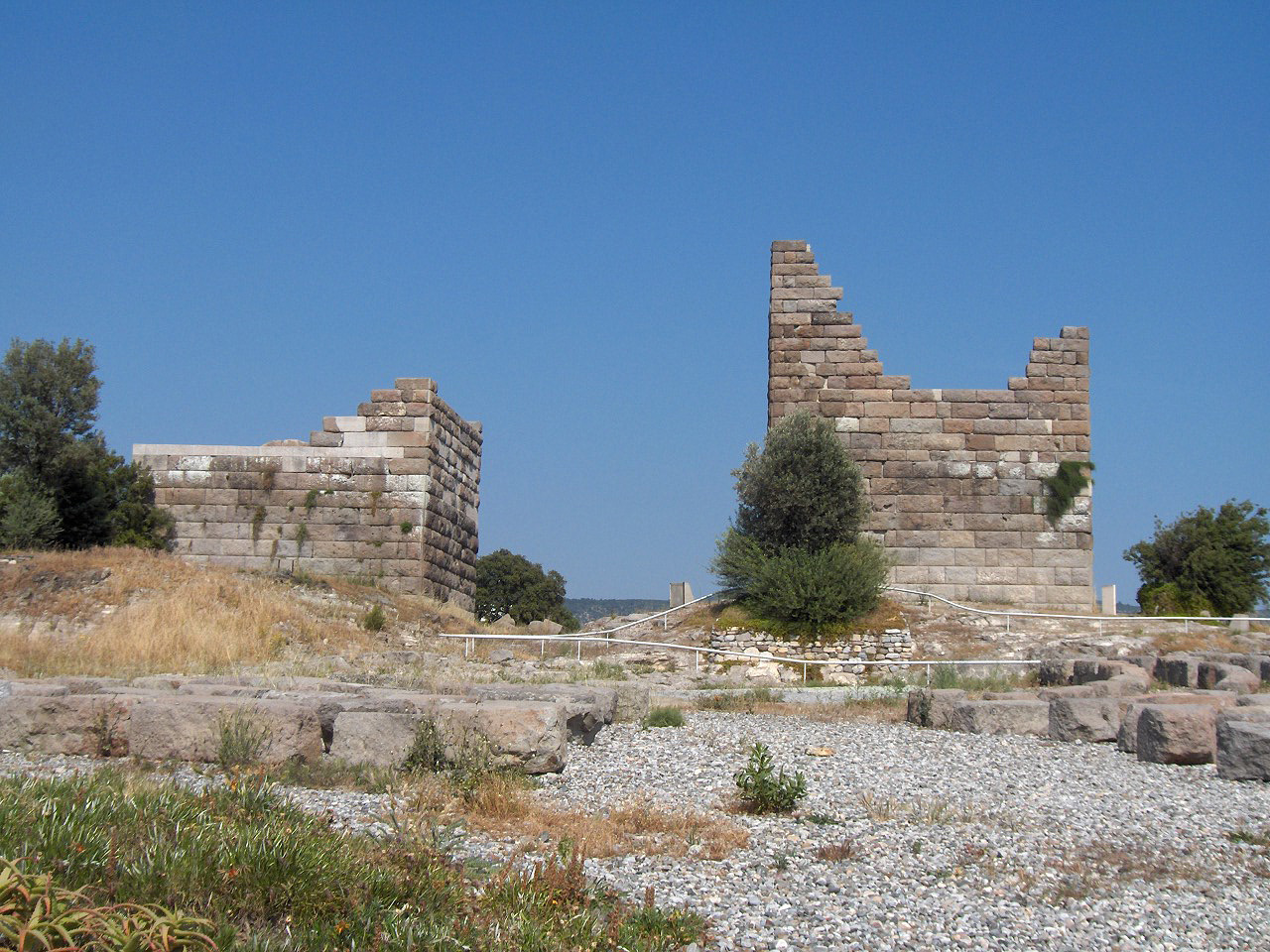
Rovine delle fortificazioni intorno ad Alicarnasso (le Porte di Mindo), IV secolo a.C.